# Antropología criminal

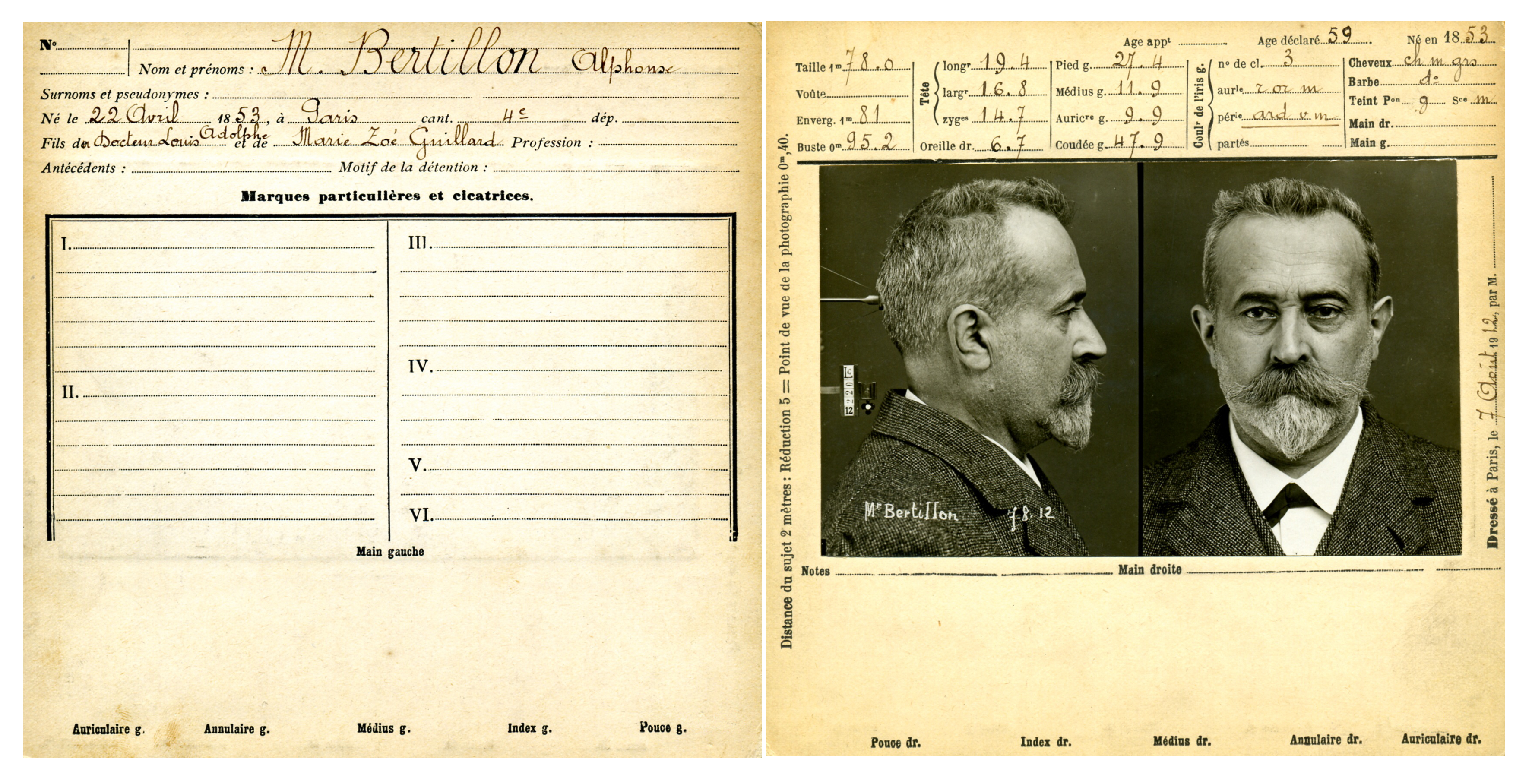
Hoja de datos antropométricos (ambos lados) de Alphonse Bertillon, pionero en criminología antropológica.

La antropología criminal es una rama de la criminología que estudia los factores antropológicos con relación a la actividad criminal.
Bajo la concepción del positivismo biológico, el criminal era considerado en términos absolutos como un ser anormal, que sufría una desviación de base biológica que conducía a una regresión a estados primitivos del ser humano y que se podía catalogar como una patología. Los componentes de este paradigma se articulaban en la secuencia bio-psicosocial; donde el componente biológico, era el más importante, y el componente social muy pocas veces se tenía en cuenta. Bajo esta concepción el italiano Cesare Lombroso, considerado figura capital de la antropología criminal, define al delincuente como una subespecie del género humano, siendo identificable por una serie de características fisiológicas y somáticas. En su obra L'uomo delinquente (1876) se recogen sus investigaciones y su doctrina, además de dar una definición del criminal nato. Esta idea del "criminal nato" ya se encuentra desarrollada en escritos anteriores del frenólogo catalán Marià Cubí.
La idea del criminal nato, identificado por la constitución física, especialmente por la configuración del cráneo, el cerebro y la cara, es una visión exclusivista y unilateral del fenómeno criminal y no tiene en consideración otros factores antropológicos como los somáticos, psicológicos y sociales.
A pesar de sus carencias, la antropología criminal de Lombroso supuso una revolución a nivel metodológico importante: se fundamenta en datos obtenidos de una manera sistemática de los criminales y en evidenciar una determinada correlación entre el elemento somático y el psíquico, además de haber contribuido a perfilar una tipología humana relacionada con el fenómeno delictivo. 
Siguiendo esta corriente también encontramos los trabajos del italiano Di Tullio, el cual consideró la predisposición al delito como consecuencia de una determinada constitución delincuencial, con factores hereditarios y neuropsicopáticos. Otros autores han puesto en un énfasis especial determinados factores, como el endocrino (Pende), el hereditario (Lange, Prosper Lucas o Morel) o biológicos y psíquicos (Thompson).
Entre los precursores de la antropología criminal contemporánea cabe mencionar a Despine, quien investigó el lado psicológico del criminal, determinando que existe una anomalía moral por falta de conciencia y remordimiento, e insistía en la necesidad de otorgar a la pena el carácter de tratamiento moral.
Con el surgimiento de nuevas concepciones teóricas y la relación de diferentes disciplinas entre sí, se va a comenzar a prefigurar una concepción de carácter relativista basada ya más en el social que en el biológico. Estas concepciones significan una ruptura con el paradigma bio-psicosocial y una reformulación de la idea de delito desde una óptica relativista. Además, remarca la concepción que, si bien el delito puede ser una conducta no deseable en el seno de alguna sociedad, es un hecho perfectamente normal en la vida de cualquier grupo: 

Los crímenes y los criminales son producto de la sociedad, y a la vez, instrumentos y víctimas de la misma sociedad. [...] Un crimen es el que la sociedad elige definir como tal. Una cosa que puede ser considerada como un crimen en una sociedad puede no serlo en otra. [...] De aquí que la sociedad sea la que defina al criminal y no el criminal que se defina a sí mismo. Y sugiero aquí que casi invariablemente la sociedad es la que hace al criminal porque los criminales, en realidad, se vuelven tales, y nacen así.
Montagu, Ashley "El hombre observado", p.71

A pesar del rechazo general de las teorías de Lombroso, ciertos aspectos de la criminología antropológica aún tienen aplicación en los perfiles modernos criminales. Históricamente (sobre todo en la década de 1930) la antropología criminal se ha asociado tanto con la eugenesia como la idea de un defecto fisiológico en el género humano se asocia a menudo con los planes para eliminar este tipo de defecto.
La antropología criminal, mediante estudios fisonómicos, también está presente en los estudios de la psicología social y psicología forense. Las teorías de Lombroso se encuentran también en los estudios de la respuesta galvánica de la piel y el síndrome del superhombre (cromosoma XYY).